# Иоанновский монастырь (Санкт-Петербург)
Иоа́нновский монасты́рь на Ка́рповке — ставропигиальный женский монастырь Русской православной церкви, расположенный на набережной реки Карповки в Санкт-Петербурге. Основан праведным Иоанном Кронштадтским и назван в честь преподобного Иоанна Рыльского, его духовного покровителя. Здесь в храме-усыпальнице покоятся мощи Иоанна Кронштадтского.
Построен в неовизантийском стиле по проекту епархиального архитектора Николая Никонова.

## История
Монастырь был задуман как подворье Иоанно-Богословской женской общины, созданной Иоанном Сергиевым (Кронштадтским) в своём родном селе Сура. 8 мая 1900 года было освящено место для подворья, а 16 сентября епископ Ямбургский Борис (Плотников) совершил его закладку.
В 1901 году община получила статус монастыря, а подворье стало самостоятельной обителью.
Нижний храм преподобного Иоанна Рыльского собора Двунадесяти апостолов был освящён 17 января 1901 года Иоанном Кронштадтским; главный храм, занимающий два верхних этажа, освящён 17 ноября 1902 года митрополитом Антонием при участии отца Иоанна.
В 1903—1908 годах был построен пятиэтажный дом для причта и желающих жить при монастыре, здание лазарета, иконописной и рукодельной мастерских и келий; в подвальном этаже храма возведена церковь-усыпальница, освящённая во имя пророка Илии и святой царицы Феодоры (небесных покровителей родителей протоиерея Иоанна) 21 декабря 1908 года — на следующий после кончины отца Иоанна день. В этот же день церковь была освящена, а на следующий день отца Иоанна похоронили в беломраморной гробнице в подвальном этаже. У гробницы отца Иоанна совершались исцеления, только в 1909 году их было двенадцать. Вскоре по смерти устроителя монастыря Святейший синод опубликовал рескрипт от 12 января 1909 года императора Николая II на имя митрополита Санкт-Петербургского Антония и вынесенное Синодом определение от 15 января, которым, в частности, «Иоанно-Богословский в С.-Петербурге женский монастырь, в коем покоится ныне тело почившего» возводился в степень первоклассного.

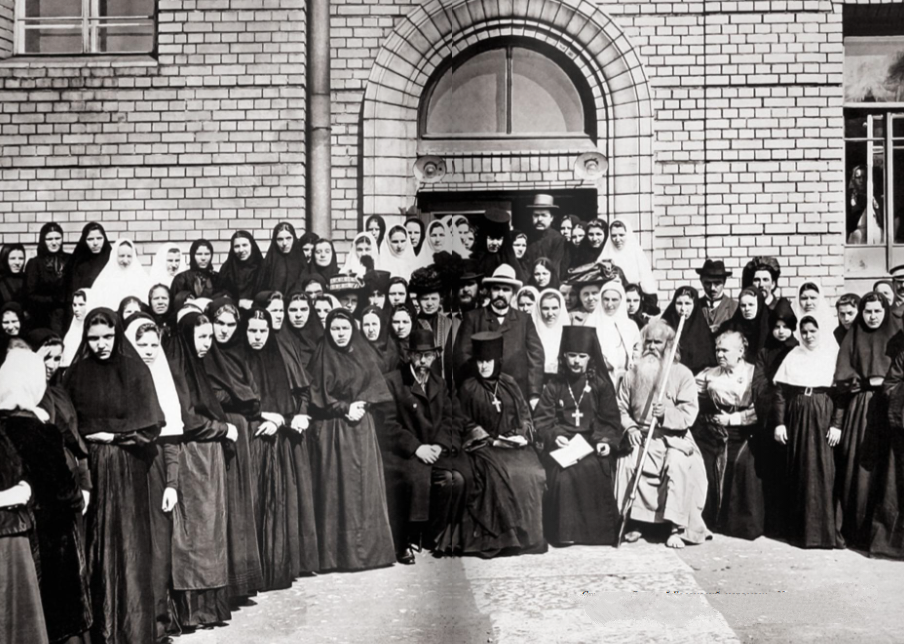
Неизвестный фотограф. Странник Василий Босоногий, иеромонах Илиодор с сёстрами и прихожанами Иоанновского монастыря в Санкт-Петербурге, 15 мая 1911

В 1919 обитель была обращена большевиками в трудовую коммуну, в 1923 году — ликвидирована (сёстры жили в ней ещё три года). После захвата в 1922 году епархиального управления в Петрограде сторонниками обновленчества община обители примкнула к так называемой Петроградской автокефалии, во главе которой после ссылки архиепископа Алексия (Симанского) стал епископ Николай (Ярушевич). После ареста и ссылки последнего, 12 мая 1923 года, под давлением властей движимое и недвижимое имущество монастыря было передано обновленческой общине (двадцатке); 19 мая губернский исполнительный комитет принял решение о ликвидации монастыря, что удалось осуществить только в ноябре (из-за протестов обновленческого руководства). Здания монастыря были переданы мелиоративному техникуму; в марте 1926 года был замурован вход в усыпальницу отца Иоанна. Почти все монахини были в начале 1930-х годов арестованы и приговорены к ссылке в Казахстан.
В 1989 году монастырь возвращён епархии и открыт как подворье Пюхтицкого монастыря. В октябре 1989 года первые конторы выехали из монастырских зданий. Были освобождены помещения первого этажа с храмом преподобного Иоанна Рыльского, а также подземная церковь-усыпальница. Было решено произвести срочный ремонт и освятить церковь преподобного Иоанна Рыльского в день празднования его памяти и день рождения Иоанна Кронштадтского — 1 ноября по новому стилю. Менее чем за две недели инокини Пюхтицкого монастыря под руководством игумении Варвары и жившие в Ленинграде почитатели праведного Иоанна Кронштадтского выполнили основные отделочные работы.
Накануне праздника, 31 октября 1989 года, в храме преподобного Иоанна Рыльского было совершено всенощное бдение — первое после 66-летнего перерыва. Весть о возрождении Иоанновской обители быстро распространилась по городу. 1 ноября, в день освящения, большая часть верующих не смогла поместиться в сравнительно небольшую церковь, и ход богослужения транслировался для них через динамики. Присутствовали представители местного телевидения и прессы. Митрополит Ленинградский и Новгородский Алексий (Ридигер) возглавил чин освящения храма преподобного Иоанна Рыльского и престола, а затем возглавил торжественное богослужение.
12 июля 1991 года, в день престольного праздника, патриарх Алексий II освятил верхний храм во имя Двенадцати Апостолов.
25 декабря 1991 года монастырь стал ставропигиальным.
С 1990 года по день преставления в 2021 году в монастыре служил иерей, позже протоиерей Николай Беляев.

## Настоятельницы
- с 29 апреля 1992 года по 9 ноября 2013 года — игуменья Серафима (Волошина)
- с 2013 года — игуменья Людмила (Волошина)

## Современное состояние
Богослужения совершаются ежедневно. Литургия в будние дни в 8 часов 20 минут, в воскресенье и праздники в 9 часов. По окончании литургии почти ежедневно в храме-усыпальнице служится молебен святому Иоанну Кронштадтскому. Вечерние богослужения в 17 часов.
| |  |  |  |
| Слева направо: ворота монастыря; часовня Покрова Пресвятой Богородицы; храм во имя Двенадцати Апостолов; монета Банка России «Свято-Иоанновский женский монастырь», 3 рубля, 2002 |  |  |  |